# Gonzalo Melero
Gonzalo Julián Melero Manzanares (ur. 2 stycznia 1994 w Madrycie) – hiszpański piłkarz występujący na pozycji pomocnika w klubie UD Almería.